# Nava Transilvania
Nava Transilvania a fost o navă de pasageri construită în anul 1938 la șantierul naval „Burmeister & Wein”,  Danemarca. 
A fost lansată la apă pe 11 februarie 1938, iar la 26 iunie în același an sosește în portul Constanța. 

## Caracteristici
- deplasament: 6.672 tdw
- capacitate: 412 locuri
- lungime: 128,55 m
- lățime: 17,61 m
- pescaj: 5,70 m
- înalțimea de construcție: 8,5 m
- viteza: 25 Nd
- echipaj: 146 membri

## Istoric
Nava a fost folosită de Serviciul Maritim Român pentru croaziere în mările Neagră, Mediterană și Roșie, oferind pasagerilor condiții de călătorie la standardele internaționale ale vremii.
La izbucnirea celui de-al Doilea Război Mondial, a efectuat curse cu emigranți evrei către Haifa, pentru societatea „Aliyah” condusă, la București, de Eugen Meissner și Șamuel Leibovici. La sfârșitul anului 1941, când Anglo-Americanii au declarat război României, nava a fost blocată în Bosfor până în octombrie 1945, când și-a reluat cursele cu emigranți evrei către Haifa. Grav deteriorată după o perioadă în Uniunea Sovietică, a fost restituită noii întreprinderi „Sovromtransport ” care a renovat-o în 1952.
Timp de peste 20 de ani a navigat în Marea Neagră, spre Varna, Burgas, Odesa, Crimeea, Soci, Suhumi și Batumi, cu excursii pe uscat, având la bord turiști români și străini dintre tovarășii cei mai de frunte, care i-au adus un loc de faimă în istoria marinei comerciale române. Au fost câteve croaziere și la Istanbul. Uzura navei a condus-o apoi pe Dunăre, la Galați, inițial pentru reparații, dar costul acestora și lipsa de piese au transformat-o în școală practică pentru elevii academiei navale. 
La 9 septembrie 1979, din lipsa de remorcher disponibil nu i-a fost schimbat ancorajul în ciuda scăderii nivelului apei fluviului, astfel că la ora 8:15 s-a răsturnat în dana de nisip nr. 18 (km 150) de la Galați ; nefiind nimeni la bord, nu au fost înregistrate victime.
În anul 1983 s-a inițiat tăierea părții dinafara apei, reprezentând aproximativ 40% din corpul navei, partea submersă rămânând la locul accidentului.
În anul 2009 s-a organizat o licitație de către ministerul transporturilor pentru ranfluarea/îndepărtarea restului epavei. 